# Spare Me the Details
"Spare Me the Details" é um single da banda estadunidense The Offspring, lançado em 2004 pela gravadora Columbia Records.

## Faixas[3]
1. "Spare Me the Details" – 3:24